# Bátki József
Bátki József (eredetileg: Bátky József) (Zagyvaróna, 1877. március 14. – Salgótarján, 1948. december 27.) magyar festő- és szobrászművész.

## Életpályája
Édesapja bányaács volt Inászón, édesanyja, Ocskó Júlia a háztartásban dolgozott. A családban hárman voltak testvérek: József, Erzsébet és István. József az elemi iskolát szülőfalujában, a gimnáziumot Rozsnyón végezte. Rajztehetsége már rozsnyói diákévei alatt megmutatkozott. A gimnázium elvégzése után az Országos Magyar Iparművészeti Iskolában öt évig ösztöndíjasként tanult díszítő-festő tagozaton. Harmadéves korában egy, többnyire ötödévesekből álló mezőnyben az egyik aktrajzáért főiskolai aranyérmet nyert, s Lotz Károly is felfigyelt rá. Tehetségét bizonyítja, hogy magyarországi tanulmányai befejezése után egyéves párizsi ösztöndíjat kapott a Julian Akadémiára. Bátki a Julian Akadémiáról a müncheni akadémiára ment tanulni, majd Grazban tanult  ösztöndíjjal.
Külföldi tanulmányai befejeztével hazatért Magyarországra, és Pestújhelyen telepedett le. Hamarosan meghívást kapott Róth Miksa üvegfestészetébe, ahol figurális tervezőként nyolc évig dolgozott, többek között Rippl-Rónaival, Nagy Sándorral, Körösfői-Kriesch Aladárral készített terveket.
Munkája során főként templomi színes üvegeket, üvegablakokat, velencei mozaikokat tervezett. Büszke volt a többi között a zeneakadémiai mozaikképre, a fokvárosi nagy üvegfestményre, a Pannonhalmi Apátság homlokzatának mozaikképére, a mexikói színház nagy opalescens üvegképére. Nagy hatással volt rá a századforduló szecessziós irányzata.
Bátki József Pestújhely alapító polgárai közé tartozott, számos művével gazdagította a település közintézményeit. Ilyen mindenekelőtt az a nagy méretű mozaikkompozíció, Krisztus a gyermekkel, amely a mai XV. Ady Endre utcában a polgári, majd felsőkereskedelmi  iskola homlokzatát díszítette. Ez az alkotása az ötvenes évek alatt eltűnt. Szerencsésebbek oltárképei, melyek megmaradtak. Ma is látható a Bátki-féle oltárkép  a Keresztelő Szent János katolikus templomban, valamint az evangélikus templom számára festett kompozíciója, Krisztust ábrázoló olajképe. Az első világháború kitörésekor besorozták, és hamarosan kikerült a frontra. Később parancsot kapott, hogy azonnal utazzék Budapestre. Itt több művésztársával találkozott, akikkel a hat méter magas és húsz méter széles „Uzsoki áttörés” megfestését kapta feladatul. Különböző restaurálási munkákat is vállalt: Basch Árpád festőművésszel társulva 1920-ban rendbe hozott több, egy gazdag magyar műkereskedő tulajdonában lévő középkori festményt, köztük egy Raffaellót. Ebben az időben Budapest főváros megbízásából sorozatplakátot tervezett annak fürdővárossá nyilvánítása érdekében. Mindezek mellett a Hajnalodás című gyermeklap művészeti szerkesztőjeként, majd a Színes Írások című folyóirat rajzoló munkatársaként dolgozott.
Az 1920-as évek közepétől tagja volt a magyar képzőművészek Paál László Társaságának, melynek 1929-ben rendezett közös kiállításán is  részt vett.  1941. március 28-án, a Paál László Társaság nyolcvanéves jubileumi kiállításán Napsugár című szobra elnyerte a társulat nagydíját. Nagy sikereket ért el népies faszobraival is, melyet alátámaszt a Halmos Izor-díj és a Zala György-emlékérem.
Pestújhelyen kb. 1935-ig élt. Első házassága idején a Bezsilla-Pestújhelyi út sarkán lévő családi házban laktak, (szemben a templommal) itt volt a műterme is. Gyermekük nem született. Megbízást kapott a salgótarjáni főplébánia főoltárának elkészítésére, amelyet 1923-ban adták át. 1924-ben megbízták a salgótarjáni izraelita templom kifestésével is. Salgótarjáni munkájakor kapott telket Salgótarján külső részén, itt épített családi házat.  A  műtermét, munkáit, mindent első feleségének hagyott. Ma Salgótarján Művésztelepnek nevezik ezt a részt, ahol új életet kezdett  és itt él még ma is Tőkés Ferencné  Bátki Borbála, aki gondozza emlékét és hagyatékát.
1934-ben hazahívták szülőfalujába, Zagyvarónára a Szent András templom falfestményeinek elkészítésére. 1939-ben rajztanítási elveinek és gyakorlati módszereinek összegzéseként saját költségén kiadta Salgótarjánban az Élő vonalak című rajztanítási könyvét.
Az Országos Magyar Képzőművészeti Társulat 1944. január 28-i ülésén a társ-szobrászművészek sorába vette fel. Ekkor kérték fel a Képzőművészeti Főiskola faszobrászati tanszékének vezetésére.
Utolsó nagyszabású munkájaként 1948-ban az Ózd melletti Szentsimon község XII. században épült templomának kazettás mennyezetét restaurálta.
Második házasságát idősen kötötte és az Őrjárat utca külső részére költözött egy szegény család leányával, akitől Borbála és László gyermekei születtek.
1948 decemberében hunyt el, 71 éves korában.

## Elismerése
- 1997-ben, a művész születésének 120. évfordulóján a zagyvarónai általános iskola felvette Bátki József nevét, szülőházán emléktáblát helyeztek el.
- 1998-ban, halálának 50. évfordulóján posztumusz díszpolgárrá avatták a valamikori Pestújhely, ma Budapest XV. kerületében.
- Halmos Izor-díj
- Zala György-emlékérem
- Paál László Társaság nagydíja
- Salgótarjánban utcát és Közösségi Házat neveztek el róla